# Condado de Craven
El condado de Craven (en inglés: Craven County), fundado en 1712, es uno de los 100 condados del estado estadounidense de Carolina del Norte. En el año 2000 tenía una población de 91 436 habitantes con densidad poblacional de 50 personas por km². La sede del condado es New Bern.

## Geografía
Según la Oficina del Censo, el condado tiene un área total de 2005 km² (774,1 mi²), de la cual 1834 km² (708,1 mi²) es tierra y 171 km² (66,0 mi²) es agua.

### Municipios
El condado se divide en ocho municipios:
Municipio 1, Municipio 2, Municipio 3, Municipio 5, Municipio 6, Municipio 7, Municipio 8 y Municipio 9.

### Condados adyacentes
- Condado de Beaufort (noreste)
- Condado de Pamlico (este)
- Condado de Carteret (sureste)
- Condado de Jones (suroeste)
- Condado de Lenoir (oeste)
- Condado de Pitt (noroeste)

### Área Nacional protegida
- Bosque Nacional Croatan (parte)

## Demografía
En el 2000 la renta per cápita promedia del condado era de $35 966, y el ingreso promedio para una familia era de $42 574. El ingreso per cápita para el condado era de $18 423. En 2000 los hombres tenían un ingreso per cápita de $28 163 contra $21 412 para las mujeres. Alrededor del 13.10% de la población estaba bajo el umbral de pobreza nacional.

## Lugares

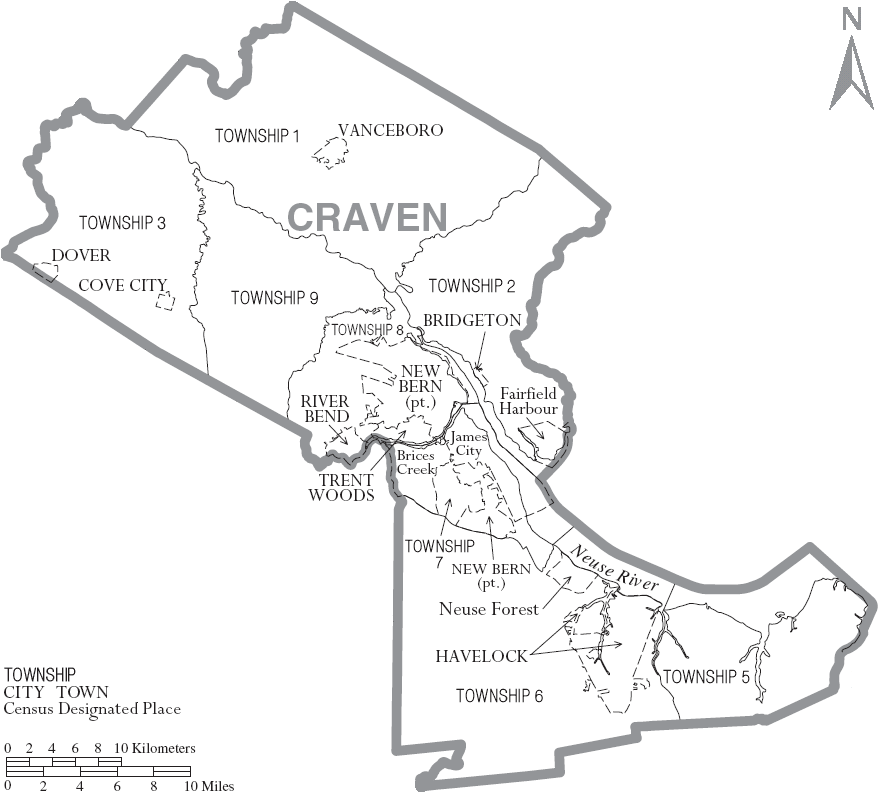
Mapa del Condado de Craven en Carolina del Norte con sus municipios

### Ciudades y pueblos
- Brices Creek
- Bridgeton
- Cove City
- Dover
- Fairfield Harbour
- Havelock
- James City
- Neuse Forest
- New Bern
- River Bend
- Trent Woods
- Vanceboro
- Harlowe
- Cherry Point
- Cherry Branch
- Adams Creek